# Montagne des Ormes
La montagne des Ormes est une colline partagée entre les municipalités de Lac-Beauport et Québec. Le centre de ski Le Relais opère sur son versant nord.

## Toponymie
Selon la Commission de toponymie du Québec, qui a officialisé son nom le 28 mars 1974, la montagne des Ormes est ainsi nommée en raison de la « présence, relativement nombreuse, d'ormes d'Amérique sur ses versants ». On désigne parfois la montagne par l'une ou l'autre de ses deux constituantes : le mont Murphy (à l'ouest) et le mont Saint-Castin (à l'est).

## Histoire
Dans les années 1930, la région de Québec ne possède toujours pas de station de ski. La montagne des Ormes est sélectionnée et acquise en 1936 pour 1 000 $. Deux stations de ski se développent sur son versant nord, soit Le Relais et Mont-Saint-Castin. L'activité récréotouristique autour de la montagne aide largement au développement de la municipalité de Lac-Beauport. Le nombre de pistes du Relais est doublée en 1988 tandis que les pistes de Mont-Saint-Castin sont fermées en 1997. De nos jours, pratiquement tout le versant nord est occupé par les pistes ainsi que par des résidences privées, tandis que le versant sud reste massivement boisé.

## Ascension
Deux systèmes de télésiège permettent son ascension. Le sentier de la Ligne-d'Horizon traverse également d'est en ouest la montagne.